# José Folgado Blanco
José «Pepe» Folgado Blanco (Morales de Rey, 3 d'abril de 1944 - 23 de març de 2020) va ser un economista i polític espanyol.
Nascut el 3 d'abril de 1944 al municipi de Morales de Rey (província de Zamora), es va llicenciar en Ciències Econòmiques per la Universitat Autònoma de Madrid (UAM). Profesor a la UAM des de 1973 (titular des de 1974), es va doctorar en Ciències Econòmiques al mateix centre, amb la lectura el 1989 de Concertación social y política presupuestaria, una tesi dirigida per Eugenio Domingo Solans.
Vinculat a la Confederació Espanyola d'Organitzacions Empresarials (CEOE), va exercir de secretari d'Estat, nomenat pel govern de José María Aznar en tres ocasions diferents. Va ser també diputat al Congrés dels Diputats electe pel Partit Popular en representació de Zamora (de manera efímera a la vii legislatura) i en una segona ocasió an la viii legislatura.
Va ser també alcalde del municipi madrileny de Tres Cantos, investit el 16 de juny de 2007. Folgado, que va renovar el càrrec d'alcalde per un segon mandat, va anunciar la seva sortida de l'alcaldia el 9 de març de 2012.
Entre 2012 i 2018 va exercir de president de Red Eléctrica de España (REE). Va morir el 23 de març de 2020, a causa d'una malaltia pulmonar agreujada per la COVID-19.